# Longueville, Calvados
Longueville är en kommun i departementet Calvados i regionen Normandie i norra Frankrike. Kommunen ligger i kantonen Isigny-sur-Mer som ligger i arrondissementet Bayeux. År 2022 hade Longueville 286 invånare.

## Befolkningsutveckling
Antalet invånare i kommunen Longueville
Referens: INSEE